# Felicior Augusto, melior Traiano
Felicior Augusto, melior Traiano ou Sis felicior Augusto, melior Traiano (tradução: mais afortunado que Augusto [e] melhor que Trajano) foi uma fórmula derivada do senado romano na inauguração dos últimos imperadores. A frase refere-se ao percebido bem-estar durante os reinados de Augusto (r. 27 a.C.–14 d.C.) e Trajano (r. 98–117). Particularmente, chama o título Ótimo de Trajano e expressa a memória senatorial dele como um exemplo de modéstia imperial. A frase foi usada até o ao menos o século IV, quando o Império Romano mudou drasticamente de caráter do que havia sido sob o governo de Trajano.